# 黃瑤琨
黃瑤琨（1874年—1925年？），號青華，臺灣醫師，出身漢醫世家，最早的臺籍西醫師之一，亦是日治時期首位臺籍公醫。大稻埕知名漢醫仕紳黃玉階之弟。

## 生平
黃瑤琨生於清領時期同治十三年（1874年），早年記錄不詳，根據兄長黃玉階出生於彰化縣大肚堡五汊港（今臺中市梧棲區）、在光緒八年（1882年）舉家搬遷至臺北大稻埕的記載，黃瑤琨應在同一時間遷居大稻埕。
黃玉階（1850年－1918年）年長黃瑤琨 24 歲，以漢醫為業，黃瑤琨自幼便與黃玉階學習醫術。光緒十年（1884年），清法戰爭在台灣北部爆發，作戰期間當地盛行「吊腳痧（霍亂）」的傳染疾病，黃玉階大力奔走、治癒病患無數，黃瑤琨亦跟隨黃玉階左右。:8-13
1895年（光緒二十年、明治28年），清廷與日本帝國簽署〈馬關條約〉，臺灣與澎湖群島轉交予日本帝國統治。日本帝國統理臺灣初期，飽受臺灣霍亂、瘧疾、赤痢、傷寒等傳染病之苦，臺灣總督府便在臺灣開辦「公醫」，初期招募對象僅有日本人，雖有提供高額月俸，但招募效益始終不佳，日後才有在臺灣開辦醫學教育的必要性。:47-55。明治30年（1897年）4月12日，臺灣總督府開辦「土人醫師講習所」（臺灣總督府醫學校前身），招收臺灣學生，但第一期僅 30 名學生願意入學，25 名學生陸續因課業繁重、學校管理嚴格等因素退學，後來僅剩五位學生，分別是黃瑤琨、蔡章勝、蔡章德、周貴卯和陳蒼惠（除了陳蒼惠出身大龍峒之外，其他皆來自大稻埕），授課教師川添正道、堀內次雄等，皆為當時非常優秀的醫學專家。
黃瑤琨進入醫學校就讀之前，先在「臺灣總督府國語學校」的「第三附屬學校速成科」進修畢業，同年進入醫學校之後，成績優異非凡，各類考試均掄元，成績之優秀程度，學校曾為此登報、甚至放一個月的榮譽假以示尊榮。明治32年（1899年）3月31日，醫學講習所改制為「臺灣總督府醫學校」，黃瑤琨等被編入二年級。首屆學期結業，僅有 3 名學生順利畢業，分別是黃瑤琨、蔡章勝與蔡章德，此三人可謂臺灣第一批取得正式醫學文憑的醫師。明治34年（1901年）5月11日，總督府醫學校舉辦畢業典禮，黃瑤琨以第一名之姿代表畢業生發表感言，時年黃瑤琨 30 歲。:101-107
黃瑤琨畢業之後，進入臺北醫院擔任三年的助手，明治37年（1904年）返回大稻埕開設私人診所。明治39年（1906年），黃瑤琨醫術名聞遐邇，彰化員林街的衛生組合不遠千里聘請黃瑤琨做顧問，黃瑤琨便在員林另開「日新醫館」，「日新」之名取自他原籍大稻埕「日新街」，官方更進一步任命黃瑤琨為彰化員林的「公醫」，也是日治時期首位臺灣人出任的公醫。當時「公醫」的職責龐雜，除了日常診斷、定期書寫病歷報告之外，地方若有事故發生，必須配合警察到現場，進行驗屍的工作；後來中部地區在明治44年（1911年）發生傳染病，黃瑤琨便配合官員，替員林廳所有居民一一採血與檢驗，才檢驗出瘧疾患者。:101-107
大正三年（1914年），黃瑤琨辭去八年公醫生涯，歸返故里，在兄長黃玉階的協助下重辦醫館，地點位於大稻埕中北街（今迪化街一段），醫館名字依然命名為「日新醫館」，後來臺北又起多次疫情肆虐，皆可見黃瑤琨奔波勞碌的身影。:101-107根據臺灣總督府職員錄系統資料，黃瑤琨於大正13年（1924年）離開故鄉，前往臺東廳卑南「岩灣浮浪者收容所」擔任囑託（僱員），月俸 150 圓，計有大正13年（1924年）和大正14年（1925年）兩個年度。
黃瑤琨確切逝世年份不詳，有一說為大正14年（1925年）離世。

## 評價
黃瑤琨出身漢醫世家，兼具西醫學歷，鄉紳讚有「學貫中西」之譽、其並為杜聰明的老師之一。:102